# خسرو خان
خسرو خان بن محمد حسن خان بن أسد الله خان بن إسماعيل خان بن علي شاه ويردي خان الثاني بن الحسين خان الثاني بن احمد منوجهر خان بن الحسين خان الأول الأكبر العلوي. هو أحد أمراء سلالة خانات لورستان خلال الفترة الزمنية الممتدة من نهاية القرن الثامن عشر الميلادي؛ حتى أواسط القرن التاسع عشر الميلادي.

## موقعه في الأسرة
الأمير خسرو خان كان أحد أبناء حاكم لورستان (محمد حسن خان)، وبالتالي فهو يكون شقيق كل من الحُكام (علي خان، حيدر خان، عباس قلي خان، وأحمد خان)، والذين تولوا السلطة بالتتابع بعد وفاة والدهم الحاكم حسن خان عام 1839م.
خسرو خان كذلك يكون عم الوالي الشهير (حسين قلي خان الثالث)، وبالتالي فهو عم والد الوالي الأخير (غلام رضا خان).

## أبناءه وأحفاده
كان للأمير خسرو ولدين، هما (خليل خان) و (سليم خان)، وأغلب الظن أن خليل خان كان حاكم عدة أنحاء محلية قرب الحدود العراقية-الإيرانية، لاسيما منطقة (گلان) ومنطقة (صالح آباد).
كان لخليل خان أبن واحد باسم (إبراهيم خان)، وهو الذي ورث كل ألقاب وممتلكات والده، والذي قُدِر له أن يكون آخر حكام هذه المنطقة من هذه الأسرة. تُخمن بعض المصادر أنه قُتِل خلال المعركة التي نشبت مع الأتراك العثمانيين سنة 1908م خلال عهد أبن عمه الوالي (غلام رضا خان).
قُتِل كل أبناء إبراهيم خان خلال تلك الحرب، ما عدا أبن واحد أسمه (إسماعيل خان) وهو الذي نزح من جبال لورستان ودخل بغداد خلال الربع الأول من القرن العشرين الميلادي، ولإسماعيل أبن واحد باسم (أحمد)، ونسل أحمد كالتالي:
- شهاب أحمد، أكبر أحفاد خليل خان من الجيل الثالث (ولد 1941م-توفي 2019م، بغداد).
- فوزي أحمد (ولد 1946م-توفي 2004م، بغداد)، وله:
  - فائز فوزي أحمد، أكبر أحفاد خليل خان من الجيل الرابع (ولد 1974م-حتى الآن، بغداد)، وله:
    - حسن فائز فوزي، أكبر أحفاد خليل خان من الجيل الخامس (ولد 2000م-حتى الآن، بغداد).

  - فاروق فوزي.
  - أحمد فوزي.
- رمزي أحمد (ولد 1950م تقريباً، بغداد)، وله:
  - محمد رمزي.
  - حسين رمزي.
  - حسن رمزي.